# Bergormrot
Bergormrot (Bistorta affinis) är en perenn växtart i släktet ormrötter (Bistorta) och familjen slideväxter. Den beskrevs som Polygonum affine av David Don 1825, och fick sitt nu gällande namn av Edward Lee Greene 1904.

## Beskrivning
Bergormrot är en perenn mattbildande ört. Bladen är släta och lansettformade eller smalt elliptiska. De är blåaktiga undertill och 3–8 centimeter långa. Blommorna är ljusrosa till röda, på en 5–25 centimeter lång stjälk.

## Utbredning
Arten växer vilt från östra Afghanistan till Himalaya, på upp till 4 900 meters höjd. Den odlas även som prydnadsväxt och har som sådan spritt sig ut i naturen i Storbritannien, Tyskland, Norge och Sverige. I Sverige hävdas den dock inte reproducera sig.

## Användning
Bergormroten odlas som marktäckande prydnadsväxt och det finns flera namnsorter. I sitt ursprungliga utbredningsområde används bergormroten som medicinalväxt: i Uttarakhand (Garhwal) används blomman som stimulerande medel och i Ladakh används ett extrakt av roten för att bota feber. Tamangfolket i Rasuwa i Nepal använder roten för att behandla dysenteri, och den ska också vara verksam mot hosta och halsont. I Dolpa i Nepal äter man roten.

## Synonymer
- Persicaria affinis (D.Don) Ronse Decr.
- Polygonum affine D.Don
- Polygonum brunonis Wallich
- Polygonum donianum Sprenger